# قضیه پرچم بریتانیا

مطابق قضیه پرچم بریتانیا، مساحت‌های دو مربع قرمز با مساحت‌های دو مربع آبی برابرند.

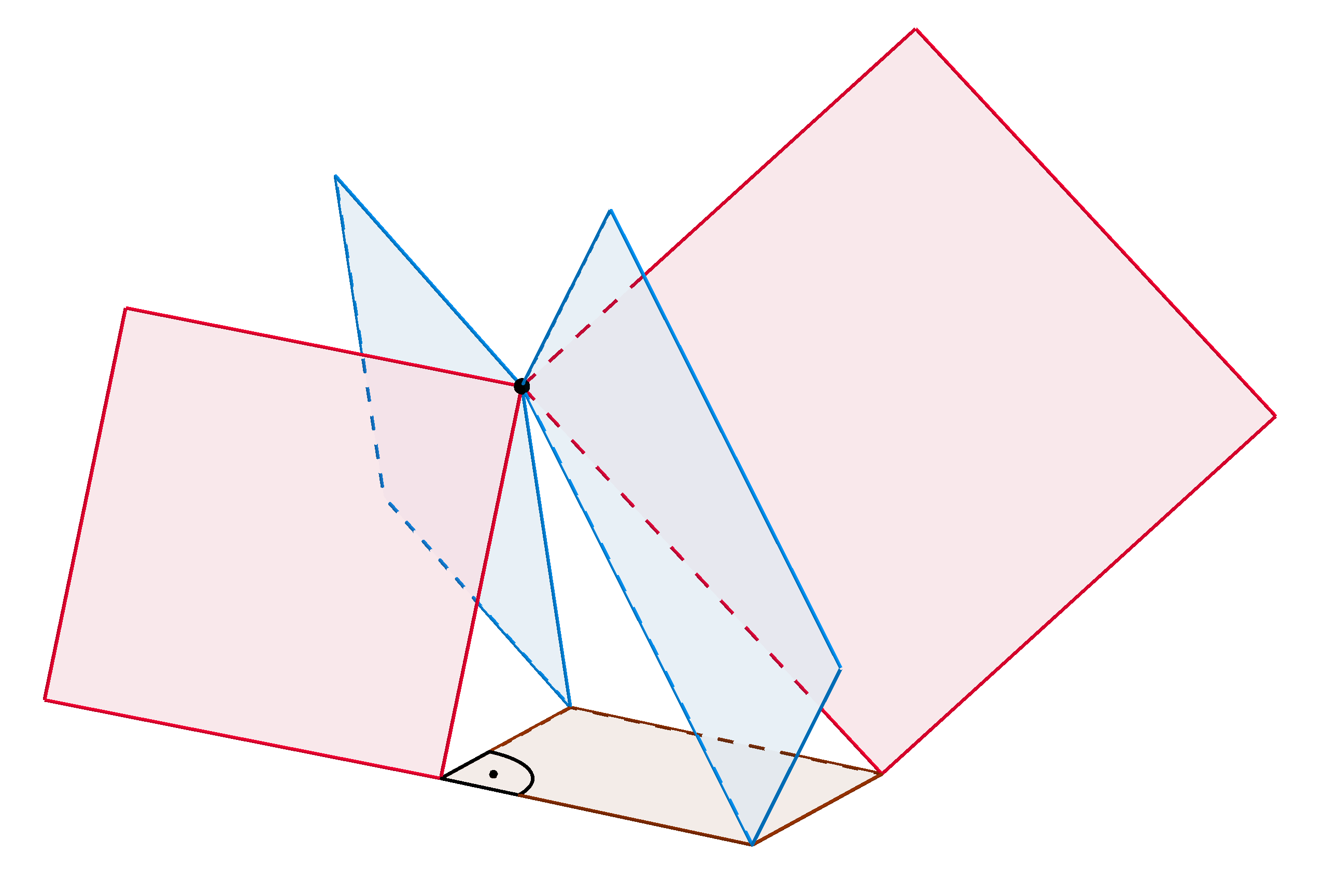
قضیه پرچم بریتانیا در فضا: مساحت‌های دو مربع قرمز با مساحت‌های دو مربع آبی برابرند.

در هندسه اقلیدسی، قضیه پرچم بریتانیا بیان می‌دارد که اگر یک نقطه دلخواه P در داخل مستطیل ABCD انتخاب شود، مجموع مربعات فاصله اقلیدسی از P تا دو رأس مقابل مستطیل برابر است با فاصله اقلیدسی از P تا دو رأس مقابل دیگر.
{\displaystyle AP^{2}+CP^{2}=BP^{2}+DP^{2}.\,}
این قضیه همچنین در مورد نقاط خارج از مستطیل و به‌طور کلی در مورد فاصله‌های یک نقطه در فضای اقلیدسی تا رئوس یک مستطیل در فضا صادق است.
این قضیه را می‌توان به عنوان تعمیم قضیه فیثاغورس نیز در نظر گرفت. قرار دادن نقطه P بر روی هر یک از چهار رأس مستطیل باعث می‌شود که مربع اندازه قطر مستطیل برابر با مجموع مربعات عرض و طول مستطیل باشد.
{\displaystyle P=D:AB^{2}+0=AC^{2}+CB^{2}}

## اثبات

تصویر برای اثبات

همان‌طور که در شکل نشان داده شده‌است، خطوط عمود از نقطه P به اضلاع مستطیل، اضلاع AB , BC , CD و AD را به ترتیب در نقاط W , X، Y و Z قطع می‌کند. با اعمال قضیه فیثاغورس به مثلث AWP، داریم: WP = AZ، نتیجه می‌شود که
- {\displaystyle AP^{2}=AW^{2}+WP^{2}=AW^{2}+AZ^{2}}

و با استدلال مشابه مربعات طول فواصل P تا سه رأس دیگر را می‌توان به صورت زیر محاسبه کرد:
- {\displaystyle PC^{2}=WB^{2}+ZD^{2},}
- {\displaystyle BP^{2}=WB^{2}+AZ^{2},}
- {\displaystyle PD^{2}=ZD^{2}+AW^{2}.}

از این رو:
{\displaystyle {\begin{aligned}AP^{2}+PC^{2}&=\left(AW^{2}+AZ^{2}\right)+\left(WB^{2}+ZD^{2}\right)\\[4pt]&=\left(WB^{2}+AZ^{2}\right)+\left(ZD^{2}+AW^{2}\right)\\[4pt]&=BP^{2}+PD^{2}\end{aligned}}}

## وجه تسمیه

پرچم بریتانیا.

این قضیه نام خود را از این فرایندی گرفته‌است که وقتی پاره‌خط‌ها از P تا رئوس مستطیل ترسیم می‌شوند، همراه با خطوط عمود بر اضلاع ترسیم‌شده در اثبات، شکل کامل شده تا حدودی شبیه پرچم بریتانیا است.